# Strobe Lights
"Strobe Lights" é uma canção interpretada pelo cantor belga Red Sebastian. Foi escrita por Red Sebastian, Astrid Roelants, Billie Bentein e Willem Vanderstichele. A canção representou a Bélgica no Festival Eurovisão da Canção de 2025 mas não foi apurada para a final. O interprete descreveu a canção como uma saída nocturna divertida e cintilante.

## Eurovisão
A 13 de janeiro de 2025, a VRT anunciou que tinha selecionado «Strobe Lights», interpretada por Red Sebastian, como uma das canções a competir no Eurosong 2025, a final nacional belga para escolher o representante do país no Festival Eurovisão da Canção de 2025. A canção venceu o Eurosong 2025 a 1 de fevereiro de 2025, onde ficou em primeiro lugar na classificação geral do júri, bem como nos votos do público, com 432 pontos, qualificando assim a canção para representar a Bélgica no Festival Eurovisão da Canção.